# Francis Bach
Pour les articles homonymes, voir Bach (homonymie).
Francis Bach est un chercheur français spécialiste en apprentissage statistique et en optimisation.

## Biographie
Ancien élève de l'École polytechnique (promotion 1994), il intègre le corps des mines, puis réalise son doctorat sous la direction de Michael Jordan à l'Université de Californie, Berkeley. De 2007 à 2010, il fait partie de l'équipe WILLOW (ENS-Inria-CNRS). Depuis 2011, il dirige l'équipe SIERRA (ENS-Inria-CNRS), le laboratoire en apprentissage statistique de l'ENS Paris. En 2012, il reçoit le prix Inria jeune chercheur, puis le prix Jean-Jacques-Moreau en 2019. En 2020, il est élu membre de l'Académie des sciences.
Il est également co-éditeur en chef du Journal of Machine Learning Research (avec David Blei et Bernhard Schölkopf) depuis 2018.

## Travaux
Ses travaux concernent en particulier les modèles graphiques, les méthodes à noyaux, les méthodes parcimonieuses, l'optimisation convexe, le traitement du signal.

## Récompenses
- 2018 : Prix Lagrange en optimisation continue
- 2019 : Prix Jean-Jacques-Moreau.